# Voskhod (fusée)
Pour les articles homonymes, voir Voskhod (homonymie).

Fusées soviétiques : Voskhod est la quatrième fusée en partant de la gauche

La fusée Voskhod (du russe Восход signifiant « levant ») était un dérivé direct de la Semiorka. Elle est développée pour lancer le vaisseau Voskhod, conçu sur le modèle de Vostok, destiné à faire jeu égal avec les vaisseaux du programme Gemini américain. Voskhod était capable d'envoyer trois hommes en orbite autour de la Terre. Après deux lancements réussis (Voskhod 1 et Voskhod 2)), le programme fut abandonné. Le lanceur est utilisé par la suite entre 1963 et 1976 pour lancer le satellite de reconnaissance Zenit. Le premier vol a lieu le 16 novembre 1963 et il ne rencontre au cours de sa vie opérationnelle qu'un seul échec. 

## Caractéristiques techniques
Le lanceur Voskhod, lancé depuis le cosmodrome de Baïkonour, peut placer une charge utile de 6 340 kg sur une orbite basse de 200 km avec une inclinaison de 65°.
| Caractéristique                     | 1er étage                   | 2e étage                    | 3e étage                    |                             |
| ----------------------------------- | --------------------------- | --------------------------- | --------------------------- | --------------------------- |
| Désignation                         | Blocs B, D, W, G            | Bloc A                      | Bloc I                      |                             |
| Dimensions (longueur × diamètre)    | 19 × 2,68 m                 | 28 × 2,95 m                 | 6,7 m × 2,66 m              |                             |
| Masse (masse à vide)                | 4 x 43,4 t (4 x 3,8 t)      | 100,5 t (6,8 t)             | 24,8 t (2 t)                |                             |
| Moteur-fusée                        | 4 × RD-107                  | RD-108                      | RD-0110                     |                             |
| Poussée maximale                    | 4 x 821 kN                  | 941 kN                      | 298 kN                      |                             |
| Impulsion spécifique (dans le vide) | 257 s (au niveau de la mer) | 248 s (au niveau de la mer) | 330 s                       |                             |
| Durée de fonctionnement             | 119 s                       | 301 s                       | 240 s                       |                             |
| Ergols                              | Kérosène et Oxygène liquide | Kérosène et Oxygène liquide | Kérosène et Oxygène liquide | Kérosène et Oxygène liquide |